# Oleg Czuchoncew
Oleg Grigoriewicz Czuchoncew (ros. Олег Григорьевич Чухонцев; ur. 8 marca 1938 w Pawłowskim Posadzie) – rosyjski poeta.
Uprawia lirykę refleksyjną, w której sięga po wątki z historii Rosji. Jego wiersze ujawniają związki z tradycją tzw. rosyjskiej poezji myśli (Jewgienij Baratynski, Fiodor Tiutczew), pieśnią ludową oraz folklorem miejskim. Najbardziej znane zbiory wierszy: Iz trioch tietradiej (1976), Słuchowoje okno (1983), Wietrom i piepłom (1989), Stichotworienija (1989) i poematy: Swoi (1983), Odnofamilec (1989).
Jest laureatem wielu nagród, m.in. Nagrody Państwowej Federacji Rosyjskiej (1993), niemieckiej Nagrody Puszkina fundacji Alfreda Töpfera (1999), rosyjskiej Państwowej Nagrody Puszkina (2003), nagrody poetyckiej „Anthologia” miesięcznika „Nowyj Mir” (2003–2004), nagrody za osiągnięcia literackie i artystyczne „Triumf” (2005), Nagrody Literackiej im. Borisa Pasternaka (2005), Rosyjskiej Narodowej Nagrody „Poeta” (2007).